# Lago Kyoga

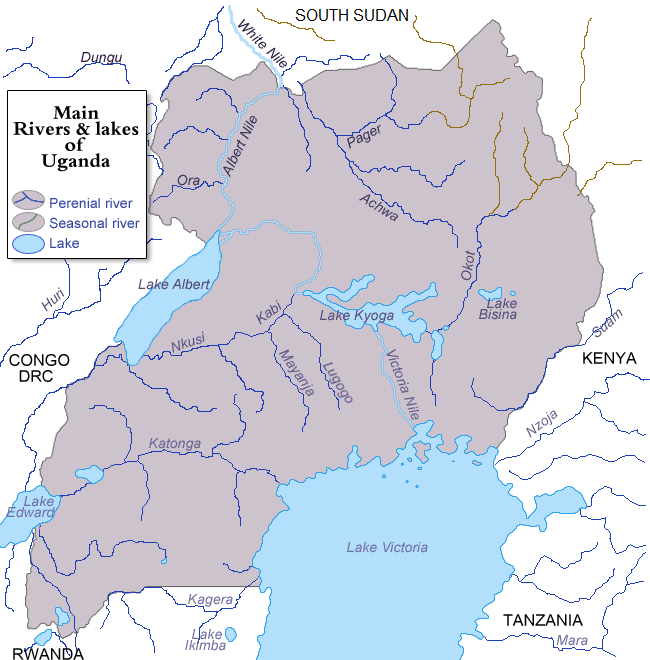
Mapa de Uganda mostrando seus principais lagos.

O lago Kyoga é um lago largo e raso que pertence a Uganda. O lago tem 1 720 km² em área e está a uma altitude de 914 m. O Nilo Branco flui através do lago em seu caminho do lago Victoria para lago Alberto. O principal afluente do lago Vitória é regulamentada pela Nalubaale Power Station, em Jinja. Outra fonte de água é o Monte Elgon região na fronteira entre Uganda e Quênia.
Enquanto o lago Kyoga é parte do sistema dos Grandes Lagos, não é considerada em si um grande lago. O lago Kwania está em suas cercanias. O lago está localizado nas coordenadas: 1°4′N 33°1′E. A profundidade máxima do lago é de 5,7 m.